# Tadamasa Kodaira

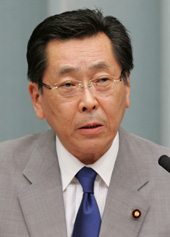
Tadamasa Kodaira

Tadamasa Kodaira (jap. 小平 忠正, Kodaira Tadamasa; * 18. März 1942 in Iwamizawa, Hokkaidō) ist ein japanischer Politiker. Er war von 1990 bis 2012 Abgeordneter im Shūgiin, dem Unterhaus des nationalen Parlaments, zuletzt für den Wahlkreis Hokkaidō 10 als Mitglied der Demokratischen Partei (darin der Hatoyama- und Ex-DSP-Gruppen).
Kodaira, der Sohn des langjährigen DSP-Shūgiinabgeordneten Tadashi Kodaira, wurde nach seinem Studium an der Keiō-Universität Angestellter des Handelshauses Tōmen (heute Teil von Toyota Tsūshō). 1972 verließ er das Unternehmen und gründete in Kurisawa einen Viehzuchtbetrieb.
Kodairas Vater wurde bei der Shūgiin-Wahl 1986 im fünfmandatigen Wahlkreis Hokkaidō 4 (der Wahlkreis von unter anderem Yukio Hatoyama und Seiichi Ikehata) abgewählt und zog sich aus der Politik zurück. Bei der nächsten regulären Wahl 1990 trat Tadamasa Kodaira für die DSP im Wahlkreis seines Vaters an und wurde mit dem vierthöchsten Stimmenanteil erstmals gewählt. Er wurde 1993 und seit 1996 fünfmal in Folge im neuen Einzelwahlkreis Hokkaidō 10 wiedergewählt. Die Neue Fortschrittspartei, in der die DSP aufgegangen war, verließ er schon 1995 und schloss sich der Neuen Partei Sakigake seines bisherigen Wahlkreiskonkurrenten Hatoyama an. Während des ersten Kabinetts Hashimoto war er parlamentarischer Staatssekretär im Landwirtschaftsministerium. Nach der Gründung der Demokratischen Partei 1996 wurde Kodaira dort der erste Vorsitzende im Präfekturverband Hokkaidō. Später war er unter anderem Vorsitzender im Kommunikationsausschuss und im Landwirtschaftsausschuss des Shūgiin, 2010 übernahm er den Vorsitz im Ausschuss für Auswärtige Angelegenheiten.
Im 3. umgebildeten Kabinett Noda wurde Kodaira 2012 Vorsitzender der Nationalen Kommission für Öffentliche Sicherheit und Minister für Verbraucher und Lebensmittelsicherheit. Nach dem Rücktritt von Keishū Tanaka als Justizminister übernahm er zusätzlich für einige Stunden kommissarisch dessen Posten. Bei der Shūgiin-Wahl 2012 wurde er als einer von acht Ministern im Kabinett aus dem Parlament gewählt, seinen Wahlkreis verlor er erstmals seit der Einführung der Einmandatswahlkreise an Hisashi Inatsu von der Kōmeitō.